# Älandsbro
Älandsbro är en tätort i Härnösands kommun. Älandsbro genomkorsas av Europaväg 4 (E4). 

## Befolkningsutveckling
| Befolkningsutvecklingen i Älandsbro 1960–2020           | Befolkningsutvecklingen i Älandsbro 1960–2020 | Befolkningsutvecklingen i Älandsbro 1960–2020 | Befolkningsutvecklingen i Älandsbro 1960–2020 | Befolkningsutvecklingen i Älandsbro 1960–2020 |
| ------------------------------------------------------- | --------------------------------------------- | --------------------------------------------- | --------------------------------------------- | --------------------------------------------- |
|                                                         |                                               |                                               |                                               |                                               |
| År                                                      |                                               |                                               | Folkmängd                                     | Areal (ha)                                    |
| 1960                                                    | 1960                                          |                                               | 471                                           |                                               |
| 1965                                                    | 1965                                          |                                               | 570                                           |                                               |
| 1970                                                    | 1970                                          |                                               | 694                                           |                                               |
| 1975                                                    | 1975                                          |                                               | 770                                           |                                               |
| 1980                                                    | 1980                                          |                                               | 883                                           |                                               |
| 1990                                                    | 1990                                          |                                               | 876                                           | 152                                           |
| 1995                                                    | 1995                                          |                                               | 967                                           | 153                                           |
| 2000                                                    | 2000                                          |                                               | 861                                           | 153                                           |
| 2005                                                    | 2005                                          |                                               | 834                                           | 153                                           |
| 2010                                                    | 2010                                          |                                               | 832                                           | 156                                           |
| 2015                                                    | 2015                                          |                                               | 928                                           | 199                                           |
| 2020                                                    | 2020                                          |                                               | 917                                           | 195                                           |
| Anm.: sammanvuxen 2015 med tätorten Nässland och Kragom |                                               |                                               |                                               |                                               |